# Abadzékhskaia
Abadzékhskaia - Абадзехская (rus) és una stanitsa, un poble, de la República d'Adiguèsia, a Rússia. Es troba a la vora dreta del riu Bélaia, prop de la desembocadura de l'afluent Fiunta, a 28 km al sud de Maikop i a 14 km al sud de Tulski.
Pertanyen a aquest municipi els khútors de Vessioli, les stanitses de Novosvobódnaia i Sevastopólskaia i el possiólok de Pervomaiski.

## Història
L'stanitsa fou fundada el 1862 per cosacs del Kuban en terres capturades als abadzekhi, una de les subètnies adigueses. Formava part de la línia avançada d'operacions militars russes en la Guerra del Caucas. Abans de la formació de l'autonomia adiguesa, l'stanitsa formava part de la regió Maikopski de la província de Kuban.